# Geek code
Il geek code (in italiano: "codice geek") è un codice sintetico formato da lettere e simboli usato dai geek per descrivere la loro personalità, il loro aspetto, i loro interessi e alcune opinioni generali. Il concetto alla base del codice presuppone che qualunque cosa faccia di un geek un individuo unico possa essere scritto in questa forma sintetica. In seguito, altri geek possono leggere il codice e avere un'idea della persona descritta. 
Il geek code è stato inventato da Robert A. Hayden nel 1993 ed è stato definito sul sito geekcode.com.

## Storia
Fino agli anni 2000 il geek code era usato abitualmente nelle firme dei messaggi su Internet, ma questa usanza si è spenta come una moda passeggera, come uno dei tanti progetti non più aggiornati nel campo in costante movimento delle tecnologie informatiche e del World Wide Web in particolare. Il codice può essere usato ovunque: nelle e-mail, sui siti web, sui newsgroup, nell'arte, all'interno dei commenti di un software e addirittura sulle magliette. In ogni caso, il luogo più comune sono i siti web.

## Esempio
Il geek code di Robert Hayden:
```
-----BEGIN GEEK CODE BLOCK-----

Version: 3.1

GED/J 
d--
 
s:++>:
 
a--
 

C++(++++)
 
ULU++
 
P+
 
L++
 

E----
 
W+(-)
 
N+++
 
o+
 
K+++
 
w---
 
O-
 

M+
 
V--

PS++>$ PE++>$
 

Y++
 
PGP++
 
t-
 

5+++
 
X++
 
R+++>$
 

tv+
 
b+
 
DI+++
 
D+++
 G+++++ 
e++
 
h
 
r--

y++**

------END GEEK CODE BLOCK------
```

## Formato
La scritta "geek code block" all'inizio e alla fine del codice è una parodia delle scritte equivalenti definite dal programma di crittografia Pretty Good Privacy e della sua implementazione libera GNU Privacy Guard. Un'altra riga definisce la versione del codice usata.
La prima parte del codice definisce l'occupazione del geek: è possibile specificare più di una occupazione, tra cui medicina, scrittura tecnica, musica e molti altri (in totale 24). Ci sono inoltre quattro indicatori speciali:
- GO - geek di "altro" (Other) per le occupazioni che non rientrano nelle 24 proposte
- GU - geek indeciso (Undecided);
- G! - geek senza qualifica;
- GAT - geek tuttofare (Of All Trades) per quelli che possono fare tutto.

## Categorie
Ogni lettera del geek code rappresenta una categoria di ciò che viene considerato importante dai geek:
- aspetto;
- computer;
- politiche relative ai computer;
- politica;
- interessi informatici;
- stile di vita e sessualità;
- altri interessi.

## Modificatori delle categorie
Sebbene alcune categorie abbiano una sintassi speciale, di norma ogni categoria è seguita da una serie di segni + o - che indicano l'interesse che il geek nutre per quella categoria.
Ad esempio, la scritta t+++ indica un geek che conosce ogni più piccolo particolare di Star Trek (il manuale tecnico, il Klingon, ecc), mentre r--- indica un geek che trova gravi problemi a relazionarsi con il prossimo.
Il significato di ciascuna categoria può essere modificato in modo più o meno sottile usando segni di interpunzione come modificatori. Ad esempio, il simbolo @ indica che il geek non ha un'opinione molto sicura su una particolare categoria, mentre $ indica che il geek viene pagato per svolgere il suo lavoro nell'ambito di quella categoria. Il simbolo », infine, indica il desiderio di modificare (in positivo o in negativo) il proprio attuale punteggio in una certa area.